# Front pour la victoire (Bolivie)
Le Front pour la victoire est un parti politique bolivien.

## Historique
En 2020, en prévision des élections générales boliviennes de 2020, le parti envisage de retirer l'investiture de Chi Hyun Chung.
En février 2025, Evo Morales annonce avoir conclu un accord avec le Front pour la victoire, pour se présenter à la présidentielle et présenter des candidats aux élections générales. Le 31 mars 2025, il annonce la création d'un nouveau parti, EVO Pueblo. Pour pouvoir participer aux élections, celui-ci doit obtenir au moins 110 000 adhérents d'ici le 18 avril,. Le partenariat avec le FPV permet de contourner cette difficulté
Le 20 mai, le Tribunal électoral suprême annonce que le FPV, n'est plus enregistrén du fait de ses faibles résultats électoraux.